# Danielle Girard
Pour les articles homonymes, voir Girard.
Danielle Girard, née en 1970 à Palo Alto, Californie, est une femme de lettres américaine, auteure de roman policier.

## Biographie
Danielle Girard publie en 2000 son premier roman, Savage Art. Avec son quatrième roman paru en 2002, Cold Silence, elle est lauréate du prix Barry 2003 du meilleur livre de poche.
Elle a depuis commencé deux séries Rookie Club et Dr. Schwartzman consacrée à une médecin légiste.

## Œuvre

### Romans

#### SérieRookie Club
- Dead Center (2014)
- One Clean Shot (2012)
- Dark Passage (2013)
- Interference (2014)
- Everything To Lose (2015)

#### SérieDr. Schwartzman
- Exhume (2016)
- Excise (2017)
- Expose (2018)
- Expire (2019)
- The Ex (2022)

#### Autres romans
- Savage Art (2000)
- Ruthless Game (2001)
- Chasing Darkness (2002)
- Cold Silence (2002)
- The Rookie Club (2006)

## Prix et distinctions

### Prix
- Prix Barry 2003 du meilleur livre de poche pour Cold Silence[1]

### Nomination
- Prix Romantic Times 2002 du meilleur mystère contemporain pour Chasing Darkness[2]